# Cubans Sugar Kings
Cubans Sugar Kings, también conocido como Havana Sugar Kings o Reyes del Azúcar, fue un equipo de las Ligas Menores de Béisbol con sede en La Habana, Cuba. Jugó en la International League de nivel Triple A desde 1954 hasta 1960. Los Sugar Kings estaban afiliados a los Cincinnati Reds, y disputaban sus partidos en el Estadio de El Cerro, actual Estadio Latinoamericano.

## Historia
El equipo de béisbol fue fundado en 1946 por el empresario George P. Foster como los Havana Cubans de La Habana. Desde su nacimiento jugó en la recién creada Liga Internacional de Florida, de nivel C, en la que ganó dos campeonatos consecutivos en 1947 y 1948. En aquella época estaba afiliado a los Washington Senators.

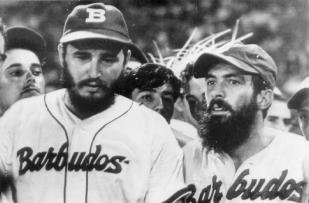
Castro y Camilo Cienfuegos con el uniforme de los Barbudos.

En 1954 la franquicia fue adquirida por Roberto «Bobby» Maduro, cambiándole el nombre por el de Cubans Sugar Kings o Havana Sugar Kings. De inmediato ingresó en la International League de nivel triple A, como club afiliado a los Cincinnati Redlegs, y se convirtió en un equipo de formación para beisbolistas cubanos, venezolanos y norteamericanos que terminarían disputando las Grandes Ligas de Béisbol en los años 1960.
El equipo ganó la Liga en la temporada 1959, en el año de la revolución cubana que terminó con Fidel Castro en el poder. Para ello tuvieron que derrotar a los Minneapolis Millers en siete juegos. Su entrenador fue Preston Gómez, mientras que el tanto vencedor corrió a cargo de Daniel Morejón, con un home run en el último partido.
El triunfo de la revolución cubana supuso en última instancia la desaparición del equipo. En 1960, Fidel Castro firmó un decreto para nacionalizar todas las empresas estadounidenses en la isla, lo cual afectaba directamente a la franquicia. El 8 de julio de ese año, el nuevo Secretario de Estado de los EE. UU, Christian Herter, llegó a un acuerdo con la Liga para que la franquicia pudiera trasladarse a Jersey City.
La mayoría de los beisbolistas dejaron el país para establecerse en Estados Unidos, aunque otros como el entrenador Connie Marrero prefirieron quedarse en Cuba. El nuevo equipo heredero de los Sugar Kings, los Jersey City Jerseys, terminó desapareciendo en 1961.